# Acacia adsurgens
Acacia adsurgens é uma espécie de leguminosa do gênero Acacia, pertencente à família Fabaceae.